# Nestos (municipio)
Nestos (griego: Νέστος) es un municipio de la República Helénica perteneciente a la unidad periférica de Kavala de la periferia de Macedonia Oriental y Tracia.
El municipio se formó en 2011 mediante la fusión de los antiguos municipios de Chrysoúpoli (la actual capital municipal), Keramotí y Oreinó, que pasaron a ser unidades municipales. El municipio tiene un área de 678,8 km².
En 2011 el municipio tenía 22 331 habitantes.
Se sitúa a medio camino entre Kavala y Xánthi. El municipio recibe su nombre del río homónimo, cuyo último tramo antes de su desembocadura marca el límite oriental del término municipal.